# Ferdi Eilberg
Ferdi Eilberg es un jinete británico que compitió en la modalidad de doma. Ganó una medalla de plata en el Campeonato Europeo de Doma de 1993, en la prueba por equipos.

## Palmarés internacional
| Campeonato Europeo | Campeonato Europeo | Campeonato Europeo | Campeonato Europeo |
| Año                | Lugar              | Medalla            | Categoría          |
| ------------------ | ------------------ | ------------------ | ------------------ |
| 1993               | Lipica (Eslovenia) | Medalla de plata   | Por equipos        |